# Андаруни
Андаруни (перс. اندرونی‎ — внутри) — термин, использующийся в иранской архитектуре для обозначения внутренних помещений дома. Посторонние принимаются в гостиной комнате, которая называется «бируни». 
Двор (обычно находится в таларе) дома, как правило, находиться в андаруни.
Иранские дома имели, как правило, два двора. Вокруг первого двора располагались жилые комнаты, украшенные арками, служившими местом для приёма гостей. В прошлом при строительстве внутренних дворов учитывалась необходимость защиты от жары, а вместе с тем и использование солнечного света. Двор строился в прямоугольной или квадратной форме с небольшим каменным бассейном в центре. Вокруг бассейна росли различные деревья и цветы, создавая дополнительную тень.
Во второй двор имели право входить женщины, мужчины, относящиеся к категории «махрам» и несовершеннолетние мальчики, поэтому перемещения жильцов были укрыты от чужих взоров. Летом на заднем дворе в тени деревьев выставлялись тахты для того, чтобы люди могли отдыхать.
Профессор традиционной иранской архитектуры, Мухаммад Карим Пирния писал по этому поводу:

Одним из центральных убеждений иранцев была охрана и ограждение личной жизни от постороннего вмешательства. Поэтому иранскую архитектуру называют интроспективной. Строительство различных элементов жилого здания вокруг центрального двора как бы отделяют дом от внешнего мира, с которым соединен только узким коридором. Интроспективные дома в сухих и пустынных районах Ирана были подобны прохладному оазису, принимающему страдающего жаждой путника (жильца) в свои долгожданные объятия
Название женской половины мусульманского дома полностью оправдывает этимологию «внутренний», «внутри». Зачастую входом в андарун служили плотные занавеси, иногда к нему также приставлялась стража. Нарушение границ «женского дворика» считалось большим грехом для гостя, из мужчин сюда могли входить только ближайшие родственники. Занавеси оставались закрытыми даже для доктора, которому приходилось лечить больную без доступа к ней.
Внутренний двор был окружен жилыми и рабочими помещениями, каморами и складами. Женщины проводили в андаруни будни и праздники, только там позволяя себе откинуть чадру. Иногда богатые дома принимали музыкантов, и женщина могли развлечь себя танцами в пределах андаруна. Его внутреннее убранство было ярче и богаче, чем «мужская половина» дома. Гостью встречали шелковые подушки и мягкие комнатные тапочки.